# ŽNK Viktorija Slavonski Brod
ŽNK Viktorija je ženski nogometni klub iz Slavonskog Broda.

## Povijest
Ženski nogometni klub Viktorija osnovan je 1994. godine u Slavonskom Brodu.  
Trenutačno se natječe u 1. hrvatskoj nogometnoj ligi za žene.

## Vanjske poveznice
- ŽNK Viktorija blog  Arhivirana inačica izvorne stranice od 13. svibnja 2009. (Wayback Machine)